# Cyperus hayesii
Cyperus hayesii är en halvgräsart som först beskrevs av Charles Baron Clarke, och fick sitt nu gällande namn av Paul Carpenter Standley. Cyperus hayesii ingår i släktet papyrusar, och familjen halvgräs. Inga underarter finns listade i Catalogue of Life.